# L'Enfant de Buchenwald
Pour plus de détails, voir Fiche technique et Distribution.
L'Enfant de Buchenwald (Nackt unter Wölfen) est un téléfilm allemand réalisé par Philipp Kadelbach et diffusé en 2015 sur ARD.
Il s'agit de l'adaptation du roman Nu parmi les loups (de) de Bruno Apitz publié en 1958, lui-même inspiré d'une histoire vraie.

## Synopsis
En avril 1943, alors que sa femme attend un enfant, Hans Pippig est déporté au camp de concentration de Buchenwald. À son arrivée, le Kapo André Hofel, à la tête d'un réseau de résistants au sein du camp, le prend sous son aile en souvenir de l'amitié qu'il portait à son père. Deux années plus tard, un Polonais, Marian, arrive au camp avec une valise dans laquelle Hans découvre un enfant juif de 3 ans, Stefan. Hans, le Kapo Hofel et un groupe de prisonniers décident de le protéger au péril de leur vie.

## Fiche technique
- Titre français : L'Enfant de Buchenwald
- Titre original : Nackt unter Wölfen
- Réalisation : Philipp Kadelbach
- Scénario : Stefan Kolditz, d'après le roman Nu parmi les loups (de) de Bruno Apitz (1958)
- Photographie : Kolja Brandt
- Montage : Bernd Schlege
- Musique : Michael Kadelbach
- Production : Benjamin Benedict, Nico Hofmann, Verena Monßen, Sebastian Werninger
- Sociétés de production : UFA Fiction
- Sociétés de distribution : ARD
- Pays d'origine : Allemagne
- Langue originale : allemand
- Dates de diffusion :
  -  Allemagne : 1er avril 2015 sur ARD
  -  France : 8 avril 2015 sur M6

## Distribution
- Florian Stetter (VF : Damien Boisseau) : Pippig
- Peter Schneider (VF : David Krüger) : Andre Höfel
- Sylvester Groth (VF : Patrick Floersheim) : Krämer
- Sabin Tambrea (VF : Gauthier Battoue) : Lieutenant-SS Hermann Reineboth
- Robert Gallinowski (VF : Patrick Messe) : Robert Kluttig
- Rainer Bock (VF : Vincent Violette) : Alois Schwahl
- Rafael Stachowiak (VF : Stanislas Forlani) : Marian Kropinski
- Thorsten Merten (VF : Philippe Catoire) : Bochow

Sources et légende : Version française selon le carton de doublage.